# Обединена демократическа партия (Южна Корея)
Вижте пояснителната страница за други значения на Обединена демократическа партия.
Обединената демократическа партия (на корейски: 민주통합당) е лявоцентристка либерална политическа партия в Южна Корея през 1991-2014 година.
Тя е основана през 1991 година от дългогодишния противник на военния режим Ким Те Чжун под името Демократическа партия, като през следващите години многократно променя името си. Партията е управляваща от 1998 до 2008 година, а през останалата част от съществуването си е основна опозиционна партия.
На парламентарните избори през 2012 година партията печели места, но остава в малцинство със 127 депутатски места, а през декември нейният кандидат Мун Дже Ин губи президентските избори.
На 26 март 2014 година партията се слива с няколко по-малки групи в Демократическа партия „Заедно“.
1. ↑  progressive-alliance.info //   Посетен на 15 март 2019 г.